# Kolláth György
Kolláth György (Szolnok, 1947. május 29.) magyar alkotmányjogász, ügyvéd.

## Életpályája
A szolnoki Verseghy Ferenc Gimnáziumban érettségizett kitűnő eredménnyel 1965-ben, majd 1971-ben a szegedi József Attila Tudományegyetem Állam- és Jogtudományi Karán szerzett diplomát summa cum laude minősítéssel. Jelenleg ügyvéd, közigazgatási és alkotmányjogász, a Testnevelési Főiskola és az Eötvös Loránd Tudományegyetem Állam- és Jogtudományi Kar címzetes egyetemi docense, óraadó tanár a Milton Friedman Egyetemen, műsorvezető a Klubrádióban. Kutatási területei:
- emberi jogok
- civil társadalom és közhatalom
- alkotmányos intézmények
- közigazgatás
- sportjog
- médiajog
- humor a jog mindennapjaiban

Korábbi munkahelyei:
- Szolnok Megyei Tanács
- Szolnok Városi Tanács
- Minisztertanács Tanácsi Hivatala
- Egészségügyi Minisztérium
- Belügyminisztérium
- Miniszterelnöki Hivatal
- Nemzeti Egészségvédelmi Intézet